# Albugo
Genre
Albugo est un genre de « pseudochampignons » oomycètes de la famille des Albuginaceae. La taxinomie de ce genre est incomplète, mais plusieurs espèces sont des agents pathogènes des plantes.  Albugo est l'un des trois genres actuellement décrits dans la famille des Albuginaceae, la taxinomie de nombreuses espèces étant toujours en débat.
Cet organisme provoque des maladies cryptogamiques nommées « rouille blanche » ou « rouille vésiculeuse » dans les parties aériennes des végétaux. Bien que la gamme d'hôtes soit très vaste, les dégâts liés à cette infection ne sont significatifs que chez quelques espèces cultivées, dont betterave (potagère et sucrière), chou de Bruxelles, chou, chou chinois, chou-fleur, cresson, laitue, moutarde, panais, radis, raifort, colza, salsifis (noir ou blanc), épinard, patate douce, navet, etc.

## Taxinomie

### Synonymes
Selon Index Fungorum (30 juillet 2014) :
- Cystopus Lév. 1847,
- Uredo sect. Albugo Pers. 1801.

### Liste d'espèces
Selon Index Fungorum (30 juillet 2014) :
- Albugo achyranthis (Henn.) Miyabe 1935
- Albugo aechmantherae Z.Y. Zhang & Ying X. Wang 1984
- Albugo arenosa Mirzaee & Thines 2012
- Albugo austroafricana Syd. & P. Syd. 1912
- Albugo candida (Pers.) Roussel 1806
- Albugo capparis (de Bary) Kuntze 1891
- Albugo centaurii (Hansf.) Cif. & Biga 1955
- Albugo chardonii W. Weston 1930
- Albugo cladothricis G.W. Wilson 1908
- Albugo cynoglossi (Unamuno) Cif. & Biga 1955
- Albugo eomeconis Z.Y. Zhang & Ying X. Wang 1981
- Albugo eurotiae Tranzschel 1911
- Albugo evansii Syd. & P. Syd. 1912
- Albugo evolvuli (Damle) Safeeulla & Thirum. 1952
- Albugo froelichiae G.W. Wilson 1908
- Albugo gomphrenae (Speg.) Cif. & Biga 1955
- Albugo hesleri Y.J. Choi, Ploch & Thines 2010
- Albugo hohenheimia Thines, Ploch & Y.J. Choi 2010
- Albugo hyoscyami Z.Y. Zhang, Ying X. Wang & Z.S. Fu 1986
- Albugo ipomoeae-aquaticae Sawada 1922
- Albugo ipomoeae-hardwickii Sawada 1927
- Albugo ipomoeae-panduratae (Schwein.) Swingle 1892
- Albugo ipomoeae-pes-caprae Cif. 1928
- Albugo keeneri Solheim & Gilb. 1977
- Albugo koreana Y.J. Choi, Thines & H.D. Shin 2007
- Albugo laibachii Thines & Y.J. Choi 2009
- Albugo leimonia Ploch, Thines, C. Rost & Y.J. Choi 2010
- Albugo lepidii A.N.S. Rao 1980
- Albugo lepigoni (de Bary) Kuntze 1891
- Albugo macalpineana J. Walker & Priest 2007
- Albugo mangenotii Mayor & Vienn.-Bourg. 1951
- Albugo mesembryanthemi S.D. Baker 1955
- Albugo minor (Speg.) Cif. 1928
- Albugo molluginis S. Ito 1935
- Albugo mysorensis (Thirum. & Safeeulla) Vasudeva 1960
- Albugo occidentalis G.W. Wilson 1907
- Albugo pes-tigridis Gharse 1964
- Albugo pileae J.F. Tao & Y. Qin 1983
- Albugo polygoni Z.D. Jiang & P.K. Chi 1994
- Albugo portulacearum (Schltdl.) Kochman & T. Majewski 1970
- Albugo pratapi Damle 1955
- Albugo pulverulentus (Berk. & M.A. Curtis) Kuntze 1891
- Albugo quadrata (Kalchbr. & Cooke) Kuntze 1891
- Albugo quadrata (Wallr.) S.D. Baker 1955
- Albugo resedae (Jacz.) Cif. & Biga 1955
- Albugo rorippae Y.J. Choi, H.D. Shin, Ploch & Thines 2011
- Albugo sibirica (Zalewski) G.W. Wilson 1900
- Albugo solivae J. Schröt. 1896
- Albugo solivarum (Speg.) Herter 1933
- Albugo swertiae (Berl. & Kom.) G.W. Wilson 1907
- Albugo thlaspeos (Pers.) Sawada 1933
- Albugo tillaeae (Lagerh.) G.W. Wilson 1907
- Albugo trianthemae G.W. Wilson 1908
- Albugo tropica (Lagerh.) Lagerh. ex G.W. Wilson 1907
- Albugo voglmayrii Y.J. Choi, Thines & H.D. Shin 2008
- Albugo wasabiae Hara 1930

### Liste des espèces et non-classés
Selon NCBI (30 juillet 2014) :
- Albugo candida
  - non-classé Albugo candida 2VRR
  - non-classé Albugo candida Ac 2V
  - non-classé Albugo candida Ac Bol
  - non-classé Albugo candida Ac Bot
  - non-classé Albugo candida AcNc2
- Albugo capparidis
- Albugo capparis
- Albugo caryophyllacearum
- Albugo chardoni
- Albugo evolvuli
- Albugo gomphrenae
- Albugo hesleri
- Albugo hohenheimia
- Albugo ipomoeae-panduratae
- Albugo laibachii
  - non-classé Albugo laibachii Alem1
  - non-classé Albugo laibachii Nc14
- Albugo leimonios
- Albugo leimonios s.l.
- Albugo lepidii
- Albugo mauginii
- Albugo occidentalis
- Albugo resedae
- Albugo trianthemae